# Бустаманте, Франсиско
Франси́ско Бустама́нте (англ. Francisco Bustamante, родился 29 декабря 1963 года на Филиппинах) — филиппинский профессиональный игрок в пул, один из наиболее успешных пулистов в мире. Известен под прозвищами «Джанго» и «Бусти» (в основном в США).

## Биография и карьера
Бустаманте начал играть в 10 лет в бильярдном клубе, которым владела его старшая сестра. В 12 лет он принял окончательное решение связать своё будущее с пулом и покинул школу. После первых побед на местных турнирах он покинул Филиппины и поселился в Германии (в 2002 переселился в США), где продолжил выступать на соревнованиях более высокого уровня. В 1990 и 1991 годах он был победителем чемпионата Германии, в 1992 и 2003 — открытого чемпионата Японии («девятка»). В 1998, выиграв несколько крупных турниров в трёх разных дисциплинах пула (восьмёрка, девятка и десятка), Бустаманте был назван игроком года в Camel-туре. В 1999 он выиграл International Challenge of Champions и занял 3-е место на чемпионате мира по девятке, уступив будущему победителю первенства, филиппинцу Эфрену Райсу. В 2000-м Франсиско стал победителем Евротура (открытого чемпионата Германии); годом позже он выиграл турнир World Pool Masters. В последующее время Бустаманте продолжал стабильно побеждать на нескольких турнирах в год. Помимо всего прочего, в 2009 он в составе команды Филиппин выиграл кубок мира, а в 2010 стал победителем чемпионата мира (в финале победив Ко По-чэна из Тайваня со счётом 13:7). За свои достижения в 2010 году Франсиско признали спортсменом года на Филиппинах и ввели в Зал Славы бильярдного конгресса Америки.